# Serbisch-Orthodoxe Kirche (Budapest)

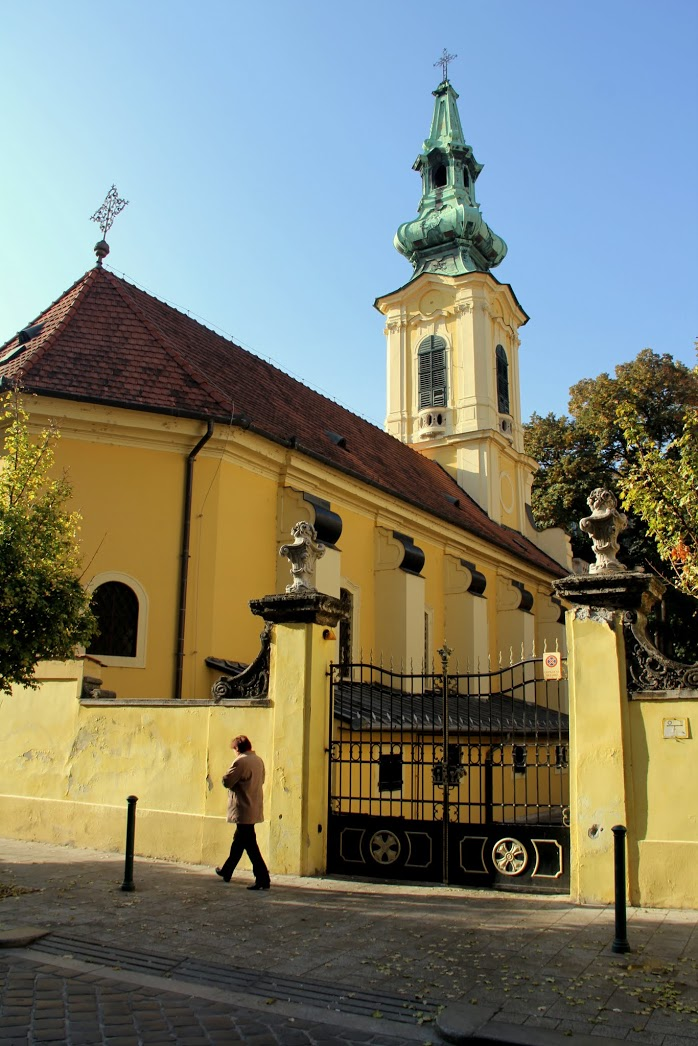
Serbisch-Orthodoxe Kirche von der Veres Palné utca aus gesehen

Die Pester Serbisch-Orthodoxe Kirche (ungarisch: Szent György Nagyvértanú szerb ortodox templom, serbisch: Српска православна црква Светог Георгија у Будимпешти) befindet sich im V. Bezirk (Belváros) der ungarischen Landeshauptstadt Budapest. Sie steht in der Szerb utca 4. 
Das Gotteshaus ist dem Hl. Großmärtyrer Georg geweiht und ist die Pfarrkirche der Pfarrei Budimpešta im Dekanat Buda der Eparchie Buda der serbisch-orthodoxen Kirche. 

## Geschichte
Nach dem Ende der Türkenherrschaft migrierten an die 200.000 Serben nach Ungarn, wo sie von Kaiser Leopold I. weitreichende Privilegien und die Zusicherung der freien Religionsausübung erhielten. Auch in Pest siedelten sich Serben an und errichteten eine Kirche, die 1733 vom österreichischen Architekten Andreas Mayerhoffer in ihrem heutigen Aussehen geschaffen wurde. Bis ins 19. Jahrhundert hatte die serbische Gemeinde in Pest einiges Gewicht; der ungarisch/serbische Schriftsteller Mihailo Vitkovics stammte von hier. Noch heute erinnert der Straßenname der Szerb utca an das einstige serbische Viertel.

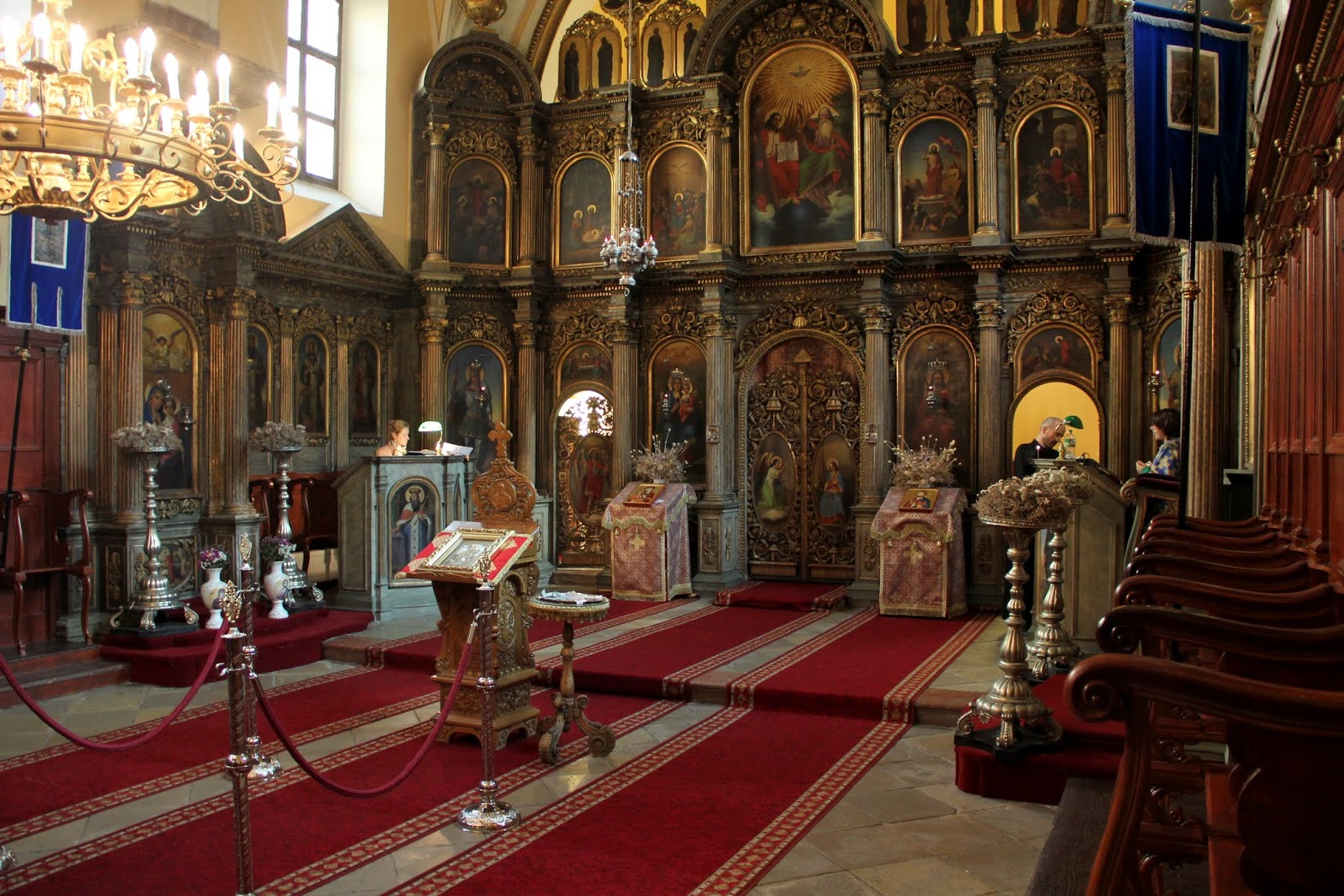
Inneres der Serbisch-Orthodoxen Kirche mit der Ikonostase

## Kirchengebäude
Die barocke Kirche ist an den beiden Langseiten durch Strebepfeiler, an der Hauptfassade durch Pilaster gegliedert. Die Fenster sind gerahmt und mit Segmentgiebeln verdacht. Das Gebäude besitzt einen Kirchturm der sich etwas hinter der Hauptfassade erhebt und dessen Fenstern balkonartige steinerne Brüstungen vorgelagert sind. Über dem Eingangsbereich und vor dem Turm befindet sich eine Attikabalustrade.
Im Inneren ist die geschnitzte Ikonostase von 1845 zu erwähnen, die den Chorraum vom Kirchenschiff scheidet. Ihre Ikonen wurden 1856–1857 von Károly Sterio gemalt. Der einstige Frauenbereich ist durch eine hölzerne Balustrade vom tiefer gelegenen Männerbereich  getrennt.

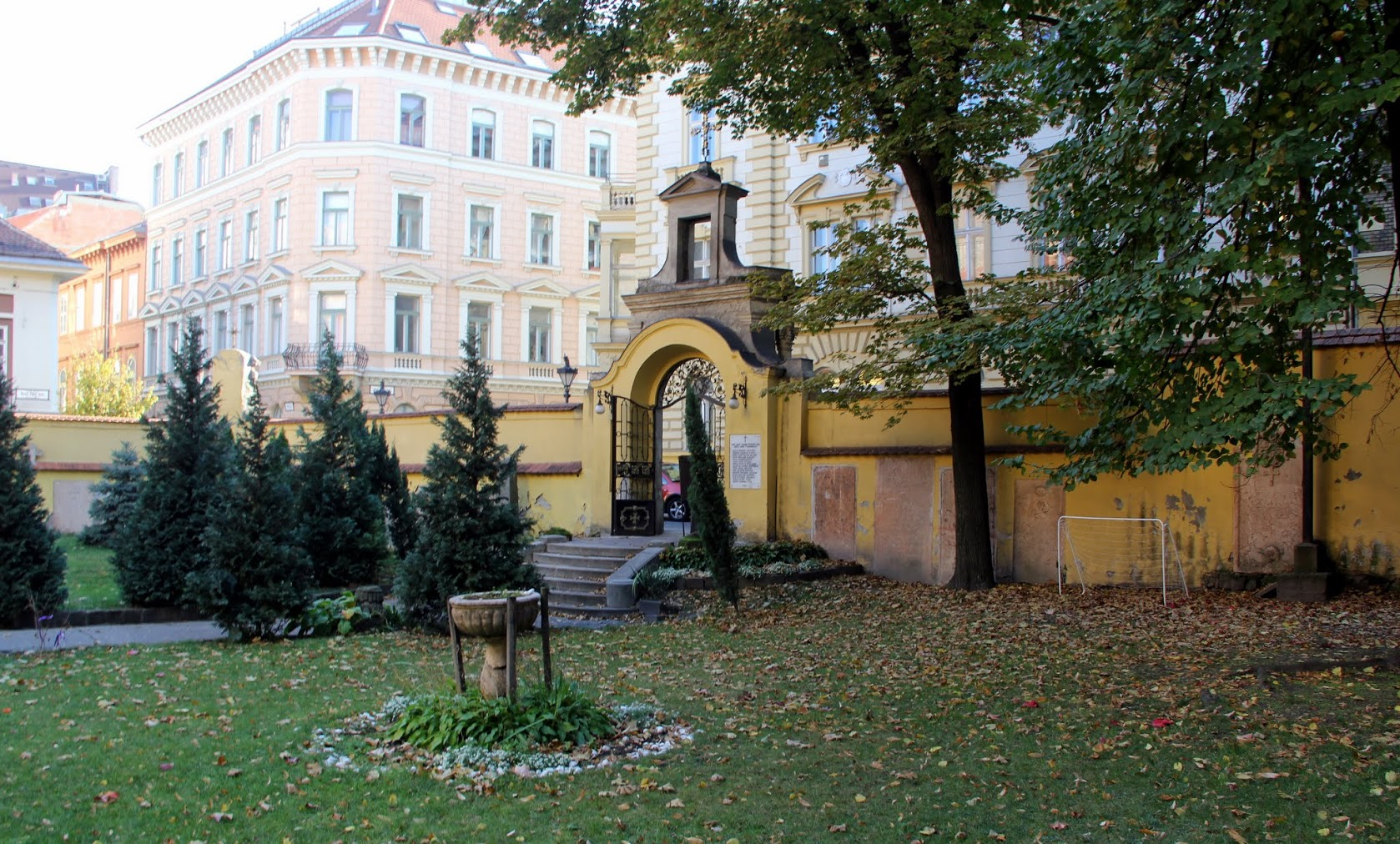
Garten und Mauer um die Kirche mit Tor von der Szerb utca

Das freistehende Kirchengebäude liegt in einem Garten, der rings durch eine Mauer eingefasst ist. An deren Innenseite sind mehrere Grabplatten mit kyrillischen Schriftzeichen eingelassen. Die Mauer wird durch eine Einfahrt in der Veres Palné utca und ein reich verziertes Tor in der Szerb utca unterbrochen. An der Ecke der beiden Straßen wird die Mauer durch ein keramisches Bild des hl. Georg bekrönt.
Die serbisch-orthodoxe Kirche in der Szerb utca steht unter Denkmalschutz.